# Day by Day with Cilla
Day by Day with Cilla è il settimo album in studio della cantante britannica Cilla Black, pubblicato nel 1973.

## Tracce
Side 1
1. Without You (Pete Ham, Tom Evans)
2. Thank Heavens I've Got You (John Farrar, Best)
3. Help Me Jesus (Lesley Duncan)
4. The Long and Winding Road (John Lennon, Paul McCartney)
5. I Hate Sunday (Belle Gonzalez)
6. I Don't Know How to Love Him (Tim Rice, Andrew Lloyd Webber)

Side 2
1. Day by Day (Stephen Schwartz)
2. I've Still Got My Heart Joe (Roger Cook, Roger Greenaway, Tony Macaulay)
3. Sleep Song (Graham Nash)
4. Gypsys Tramps and Thieves (Robert Stone)
5. Winterwood (Don McLean)
6. Oh My Love (John Lennon, Yoko Ono)